# Patrick Kafka
Patrick Kafka (geboren 1991 in Wien) ist ein österreichisches Model.

## Leben und Werk
Kafkas erster Job als Model war 2009 eine Kampagne für Abercrombie & Fitch, fotografiert von Bruce Weber, gefolgt von Aufträgen für Ralph Lauren und Trussardi. Im Juni 2009 debütierte er bei der Mailänder Modewoche auf Modeschauen von Bottega Veneta, Dolce & Gabbana, Dsquared2, Jil Sander, Zegna und Moschino. Im selben Monat ging er für John Galliano, Hugo Boss, Kenzo und Thierry Mugler in Paris auf den Laufsteg. Im September 2009 bestritt er Modeschauen von Richard Chai und Michael Bastian in New York.
Seither arbeitet Kafka mit den berühmtesten Modefotografen der Welt – beispielsweise Arnaldo Anaya Lucca, Sam Bassett, Inez van Lamsweerde und Vinoodh Matadin, Jem Mitchell, Sergi Pons, David Slijper und Milan Vukmirovic. Er arbeitet für so gut wie alle wichtigen Männermagazine, von L’Officiel Hommes, über das japanische GQ, das amerikanische Flaunt und den spanischen Esquire bis zum deutschen Playboy, oftmals am Cover. Zu weiteren Auftraggebern zählen Giorgio Armani, Balmain, Thom Browne, Roberto Cavalli,  Diesel, Perry Ellis, Gucci und Simon Spurr. Für den Standard präsentierte er eine Reihe von Schweizer Präzisionsuhren.

## Auszeichnungen
- 2008: Supermodel Contest
- 2011: Vienna Fashion Award als Best Model

## Nachweise
1. ↑  Kurier: Patrick Kafka: Der gebuchte Mann, 14. Juni 2013
2. ↑  The Fashion Spot (Memento des Originals vom 2. März 2016 im Internet Archive)  Info: Der Archivlink wurde automatisch eingesetzt und noch nicht geprüft. Bitte prüfe Original- und Archivlink gemäß Anleitung und entferne dann diesen Hinweis., abgerufen am 28. Juli 2015
3. ↑  New York Magazine: Patrick Kafka, Model Profile, abgerufen am 21. April 2014
4. ↑  Schöner abhängen: Uhren in Szene gesetzt, Der Standard, 12. November 2013

| Personendaten    | Personendaten          |
| ---------------- | ---------------------- |
| NAME             | Kafka, Patrick         |
| KURZBESCHREIBUNG | österreichisches Model |
| GEBURTSDATUM     | 1991                   |
| GEBURTSORT       | Wien                   |